# Архангельский (Михнёвское сельское поселение)
Архангельский — посёлок в составе Михнёвского сельского поселения Болховского района Орловской области. Упоминается в Списке заброшенных строений и населенных пунктов Орловской области (на 2014 год). Население 3 человек (2018).

## История
Архангельский (Архангельский 1-й) входил в следующие АТД:Однолуцкая волость, Болховский уезд, Бориловский с/с, Краснознаменский с/с, Михнёвский с/с, Болховский район (Болхов-1927, АТД-1965, АТД-1976, АТД-2000, АТД-2010, АТД-2014, МЧС-2014).

## География
Посёлок расположен в центральной части Среднерусской возвышенности в лесостепной зоне.
В 3 км. — административный центр поселения посёлок Щербовский, в 15 км — административный центр района город Болхов
Климат близок к умеренно-холодному, количество осадков является значительным, с осадками в засушливый месяц. Среднегодовая норма осадков — 627 мм. Среднегодовая температура воздуха в Болховском районе — 5,1 °C.

## Население
| 1926 | 2000 | 2010 | 2018 |
| ---- | ---- | ---- | ---- |
| 64   | ↘12  | ↘2   | ↗3   |

Возрастной состав
По данным администрации Михнёвского сельского поселения, опубликованным в 2017—2018 гг., в селе проживают 3 жителя, все старше 60 лет
Национальный состав
Согласно результатам переписи 2002 года, в национальной структуре населения
русские составляли 82 % от общей численности населения в 11 жителей

## Инфраструктура
Было развито сельское хозяйство.

## Транспорт
Просёлочные дороги.